# Haing S. Ngor
Haing S. Ngor (1940. március 22. – 1996. február 25.) kambodzsai amatőr színész, szülész, nőgyógyász. Nemzetközi ismertségre akkor tett szert, amikor 1985-ben megnyerte a legjobb férfi mellékszereplőnek járó Oscar- és Golden Globe-díjakat a Gyilkos mezők című amerikai filmben nyújtott alakításáért.
Túlélte a kambodzsai vörös khmerek rémuralmát, amely során – becslések szerint – 1,7 millió kambodzsait mészároltak le. Ngor is a khmerek fogságába esett, és csak úgy tudott megmenekülni a kivégzés elől, hogy sikeresen eltitkolta képzettségét. Felesége, aki szintén a khmerek fogságába esett, szülés közben vesztette életét. A vörös khmerek bukása után, 1979-ben egy thaiföldi menekülttáborban dolgozott orvosként.
1980. augusztus 30-án az Egyesült Államokba emigrált. 1988-ban jelent meg önéletrajzi könyve Haing Ngor: A Cambodian Odyssey címmel. 1996. február 25-én rablógyilkosság áldozata lett Los Angeles-i háza előtt.

## Színész karrierje
Annak ellenére, hogy nem volt korábbi színész tapasztalata, 1984-ben eljátszotta Dith Pran szerepét a Gyilkos mezők című filmben, amiért (sok egyéb díj mellett) elnyerte az Oscar- és Golden Globe-díjat is. Ezzel ő lett az első és egyetlen ázsiai színész, aki elnyerte a legjobb férfi mellékszereplőnek járó Oscart és a második ázsiai színész, aki valaha is Oscar-díjat nyert. Ngor-t eleinte nem érdekelte ez a szerep, de később eszébe jutott a volt feleségének tett ígérete, hogy elmeséli Kambodzsa történetét a világnak.
Ezek után még számos filmben megfordult, mint mellékszereplő. Legemlékezetesebb szerepei az Oliver Stone által rendezett Ég és föld című filmben volt, illetve az Életem című filmben, ahol egy spirituális gyógyítót, Mr. Ho-t alakított olyan színészek mellett, mint Michael Keaton és Nicole Kidman. De emellett számos TV-filmben, sorozatban játszott és vendégszerepelt.

## Filmográfia
- 1984: Gyilkos mezők
- 1986: Hotel (tévésorozat)
- 1986: Ba er san pao zhan
- 1987: Miami Vice (tévésorozat)
- 1987: In Love and War
- 1987: Dung fong tuk ying
- 1987: CBS Sumer Playhouse (tévésorozat)
- 1989: A vasháromszög-akció
- 1989: Út a Mennyországba (tévésorozat)
- 1989: China Beach (tévésorozat)
- 1989: Vietnam War Story: The Last Days
- 1990: Vietnam, Texas
- 1990: Az utolsó légijárat
- 1991: Ambition
- 1992: Mókás hekus (tévésorozat)
- 1993: Életem
- 1993: Ég és föld
- 1994: Tomboló öklök
- 1994: Fortunes of War
- 1994: Tomboló öklök 2.
- 1994: Tomboló öklök 3.
- 1994: Tomboló öklök 4.
- 1994: Sárkánykapu
- 1995: Vanishing Son
- 1996: Hit Me

## Díjak
Gyilkos mezők:
- Oscar-díj a legjobb férfi mellékszereplőnek
- BAFTA-díj a legjobb elsőfilmesnek
- BAFTA-díj a legjobb férfi főszereplőnek
- Golden Globe-díj a legjobb férfi mellékszereplőnek
- Bostoni Filmkritikusok Szövetsége: legjobb férfi mellékszereplő